# Sinfin
Sinfin – dzielnica miasta Derby, w Anglii, w Derbyshire, w dystrykcie (unitary authority) Derby. W 2011 roku dzielnica liczyła 15 128 mieszkańców. Sinfin jest wspomniana w Domesday Book (1086) jako Sedenfeld.